# Abadia de Cadonh
L'abadia de Cadouin (en occità: Cadonh) està situada a la comuna francesa de le Buisson-de-Cadouin al departament de la Dordonya (Aquitània). Aquest lloc forma part del conjunt conegut com els Camins de Sant Jaume, declarat Patrimoni de la Humanitat per la UNESCO en 1998.

## Història

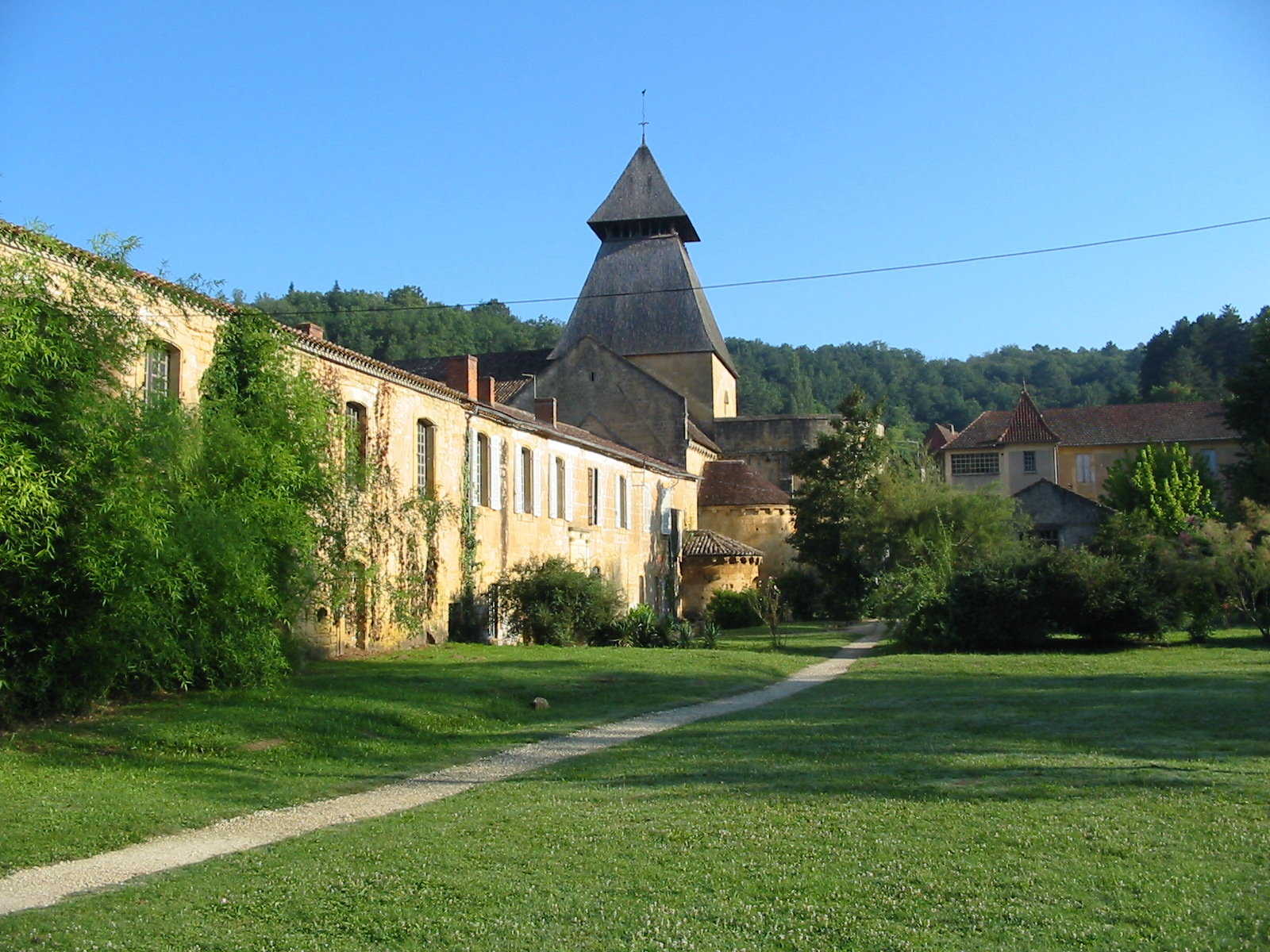
L'abadia de Cadouin

El lloc de Cadouin fou ocupat ja el 1113 per seguidors de Gerard de Salas, que vivien segons una versió observant de la Regla de Sant Benet, similar a la cistercenca i que donà lloc a la Congregació de Cadonh, de la que formaren part diversos monestirs. La fundació formal de l'abadia, però, no va tenir lloc fins al 1119 després d'haver rebut unes donacions que van permetre el seu desenvolupament. Llavors ja va passar a dependre de Pontigny, centre important de l'Orde del Cister, en la qual s'integrà com les altres abadies de l'Orde de Cadonh. L'església es va consagrar el 1154. Un dels motius de l'esplendor d'aquest lloc venia de la possessió del conegut com Sant Sudari de Cadonh, objecte d'una gran devoció.
Amb la guerra dels Cent Anys (1337-1453) va arribar la decadència i els monjos es van veure obligats a abandonar el recinte i captar per sobreviure. Al final del conflicte només restaven a l'abadia el superior i dos monjos, però es va poder refer. En el decurs d'aquest període d'inestabilitat el sant sudari de Cadouin fou tret de l'abadia i custodiat a Tolosa de Llenguadoc, entre el 1392 i 1455.

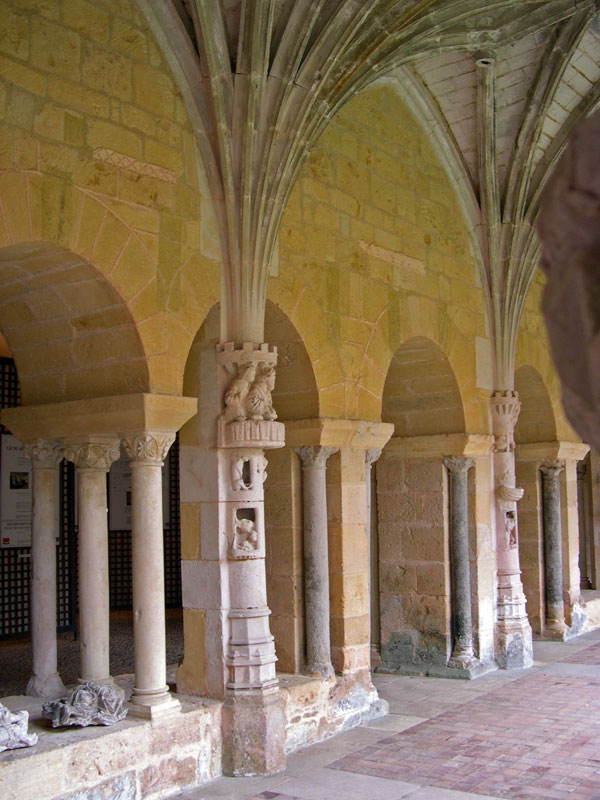
Sala capitular

Després del període d'inestabilitat hom detecta una revifalla, que permet fins i tot refer totalment el claustre, es desmunta l'antiga construcció romànica i es basteix un magnífic exemplar gòtic. Lluís XI, rei de França (1461-1483), li va donar una certa protecció i fins i tot va promoure la devoció del sant sudari.
A partir del 1516 l'abadia va passar a estar regida per abats comendataris (no residents) i, com en tants altres llocs, aquest fet no va afavorir gens la vida monàstica. Les guerres de religió (1562-1598) l'afectaren greument i el lloc caigué a mans dels protestants que mutilaren el claustre.
En el segle xvii la protecció del bisbe li va retornar un cert impuls, amb la confirmació de l'autenticitat del sant sudari i la restauració de l'edifici.
Amb la revolució, a finals del segle xviii, va arribar la fi del monestir. En aquell moment encara tenia sis monjos, els arxius foren cremats i els béns subhastats. El sant sudari fou amagat i salvat, i l'església va prendre les funcions de parròquia.
Després va venir la restauració dels edificis, en època de Prosper Mérimée es fan els primers passos, però l'obra no comença fins al 1892 i s'acaba el 1945.

## El sant sudari de Cadouin

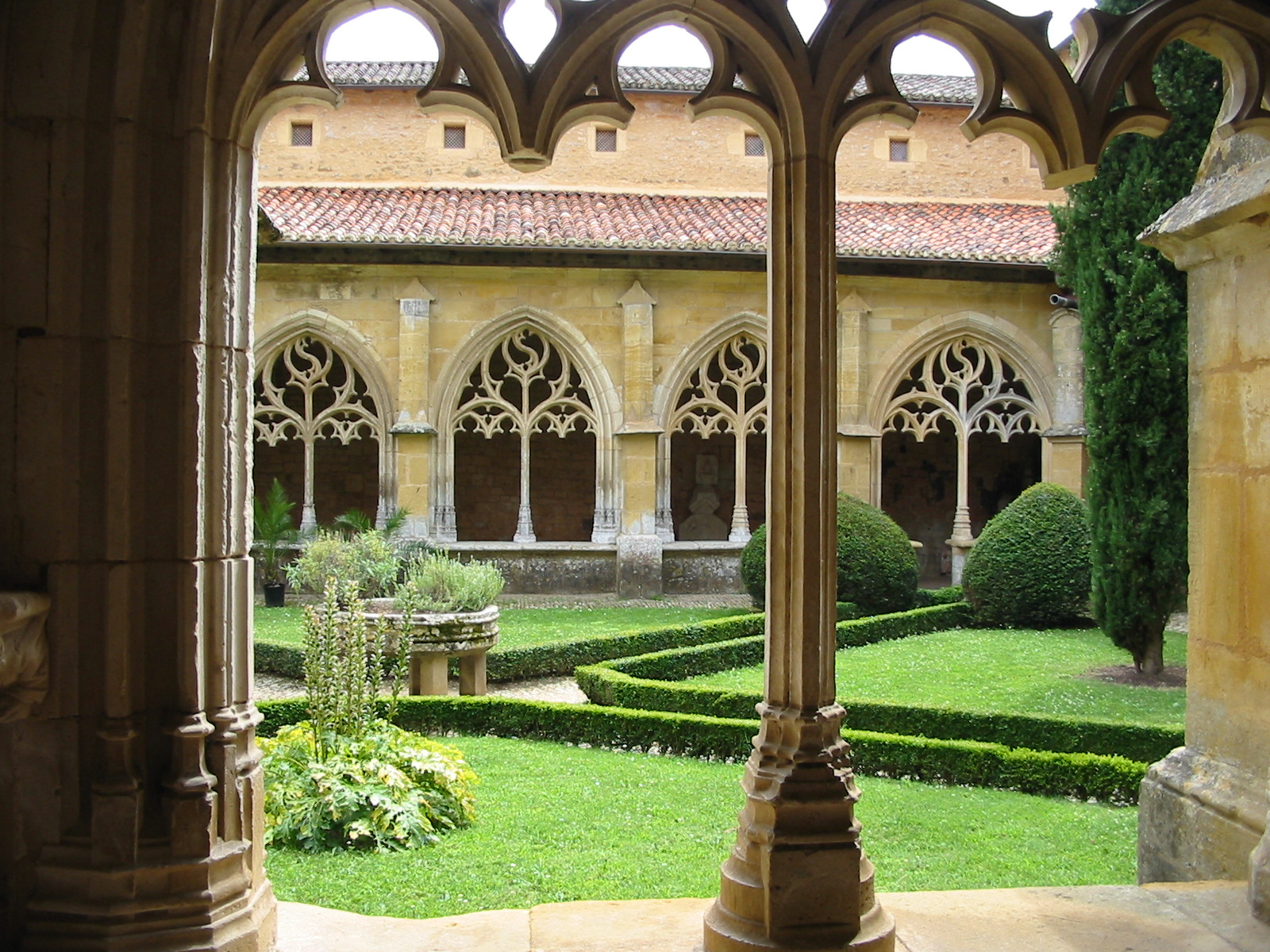
Claustre de l'abadia

Es tracta d'un teixit d'origen egipci, elaborat a finals del segle xi i amb unes mides d'1,15 x 2,80 m. Durant molts anys s'ha venerat a l'abadia com el sant sudari de Crist, de manera similar a altres peces que els fidels i la mateixa Església han promogut la seva devoció, en altres indrets.
Hom pensa que aquesta peça fou importada d'Orient a l'època de la Primera Croada i que ja es trobava en aquest lloc en el moment de la seva fundació. La primera notícia certa és del 1214, en un document de Simó de Montfort. En el decurs dels segles, nobles, reis i papes s'hi han atansat i l'han venerat. En 1642, el bisbe Jean de Lingendes el va examinar, comprovar els documents que en fan referència i després va proclamar la seva autenticitat. La devoció es va estendre i es feien ostensions anuals de la relíquia que atreien multituds de fidels. Tot això va acabar el 1934 amb un examen acurat de la peça que determinà la seva procedència, fins i tot té inscripcions cúfiques que ajuden a datar-lo amb precisió. L'Església va comunicar que no es farien més ostensions de la pretesa relíquia, que va deixar de ser-ho.

## Els edificis

### L'església

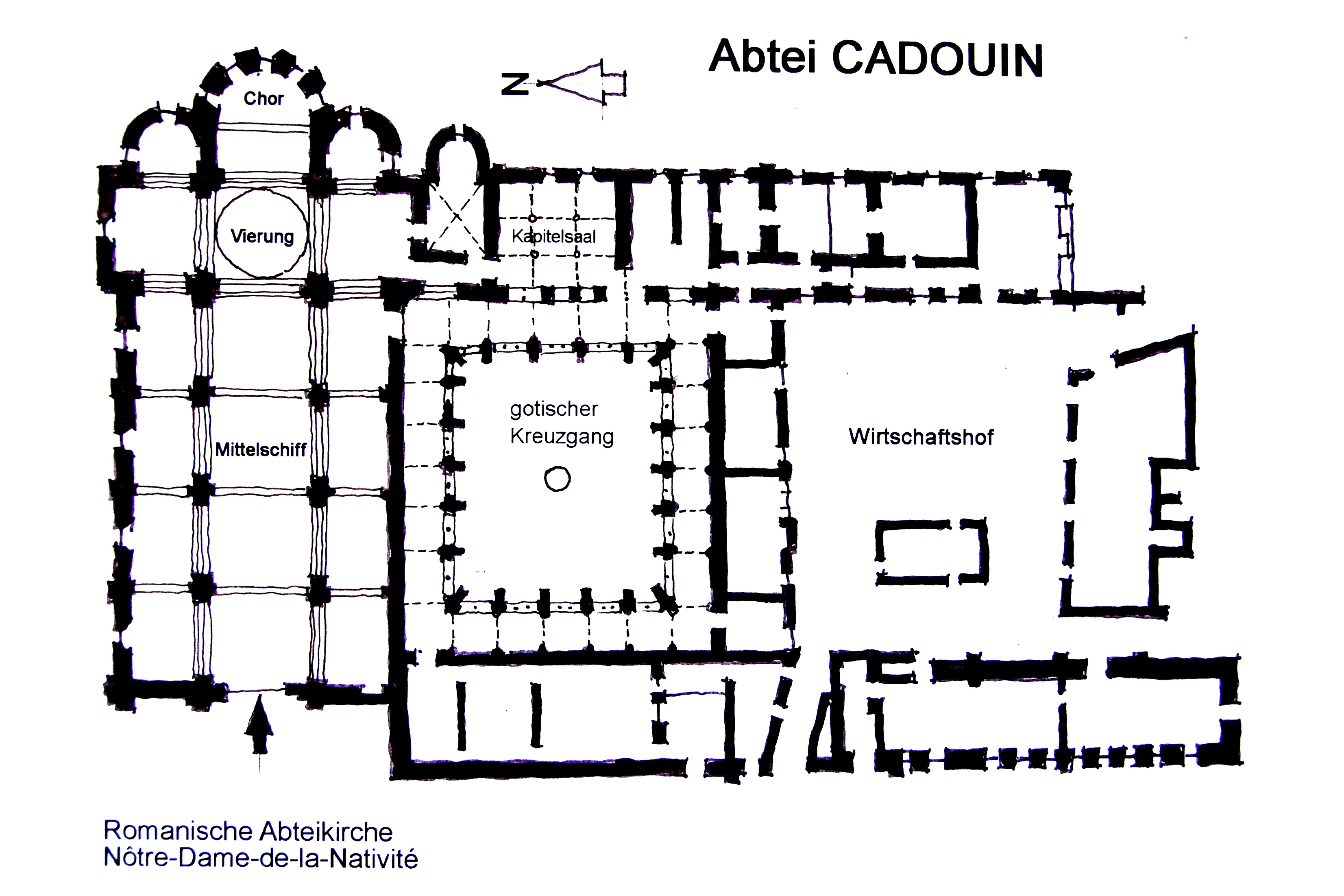
Planta del monestir

Es tracta d'un edifici d'època romànica, aixecat entre el 1118 i 1154. La seva façana reflecteix exteriorment les tres naus interiors: dos contraforts la divideixen en tres sectors. El central té una senzilla portada de mig punt i un finestral a sobre, del mateix estil. A l'esquerra hi ha una doble arcada a la part baixa i un finestral a sobre, a la dreta només hi ha el finestral superior. La part alta té una sèrie d'arcs de mig punt, el central amb un òcul.
És una església de tres naus, amb un curt transsepte en el qual s'obren tres absis, alineats amb les naus. La seva decoració és molt simple. A l'interior es conserva una imatge Mare de Déu de pedra, d'època gòtica.

### El claustre
De ben segur la part més interessant de l'abadia. S'hi pot accedir des de l'església per un portal apuntat. Tot i les mutilacions que ha patit encara conserva un important conjunt d'escultura gòtica: les mateixes traceries dels finestrals, les claus de volta, els capitells i un cadirat esplèndidament decorat.

### Altres dependències
El claustre centra el monestir: al nord es troba l'església, a llevant la sala capitular i altres dependències secundàries (a sobre hi ha el dormitori), a ponent les dependències dels conversos, a migdia la cuina i el refetor. Més al sud, un altre pati centra altres dependències auxiliars.

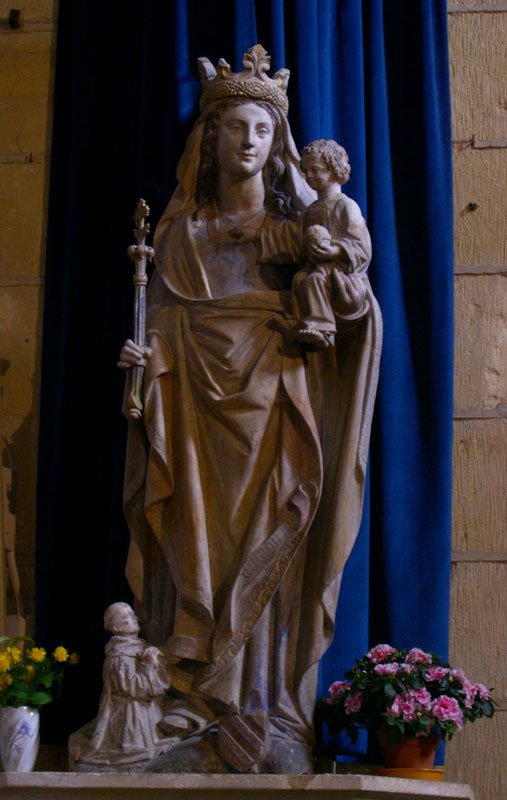
Mare de Déu de Cadouin, a l'església del monestir
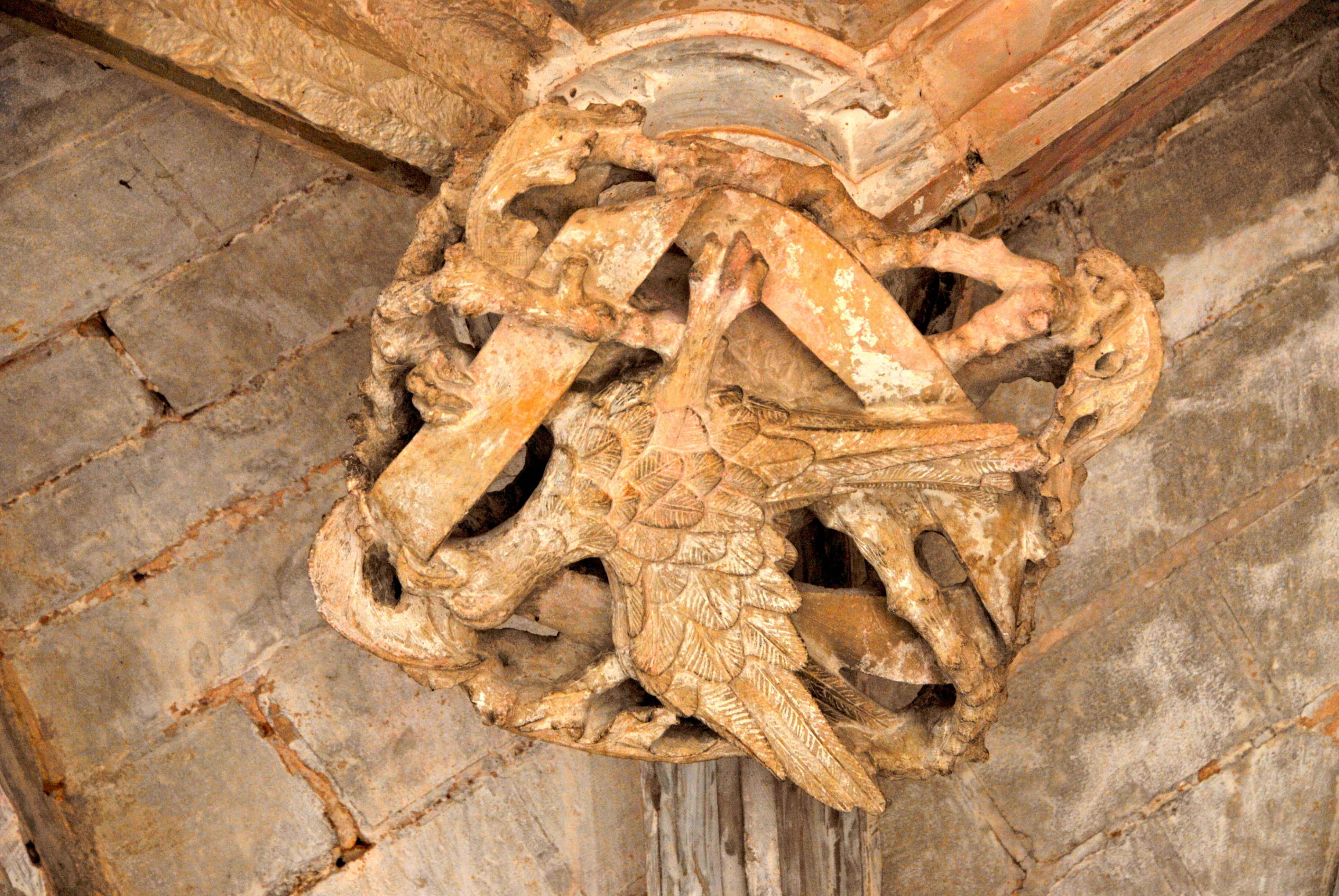
Clau de volta al claustre
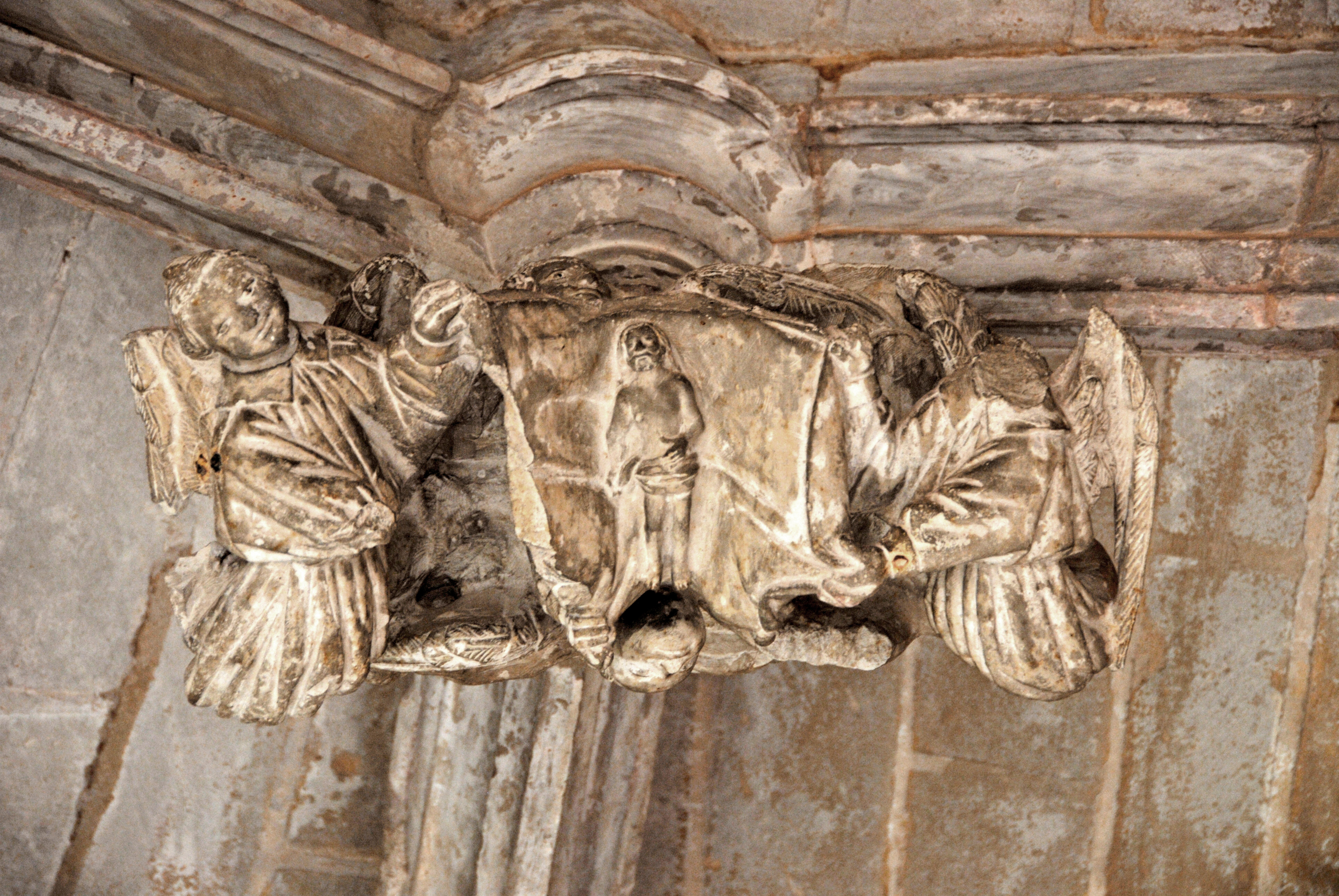
Clau de volta al claustre. Pany de la Verònica